# Дэй, Райан
Ра́йан Дэй (англ. Ryan Day; род. 23 марта 1980 года, Понтикимер, Бридженд, Уэльс) — валлийский профессиональный игрок в снукер. Один из сильнейших валлийских снукеристов современности.

## Карьера
Стал профессионалом в 1999 году. В 2001 победил на турнире Benson & Hedges Championship, а через шесть лет вышел в финал Шанхай Мастерс, где сыграл с Домиником Дэйлом. Вначале Райан выигрывал 6:2, но не сумел удержать это преимущество и проиграл, 6:10. На чемпионате мира 2008 года он стал четвертьфиналистом, уступив Стивену Хендри, 7:13. В том же году Дэй вышел в финал Гран-при, но в решающем матче уступил Джону Хиггинсу. В официальном рейтинге на сезон 2009/10 валлиец занимал 6-ю, наивысшую для себя позицию.
В сезоне 2009/10 Райан одержал победу на пригласительном турнире по ONEFORSEVEN — изменённой версии снукера. Но на основных турнирах сезона он ни разу не вышел даже в полуфинал, и в рейтинге опустился с 6 до 12 места.

Личная жизнь
Дэй женился на сестре своей мачехи Линси летом 2008 года. [54] [55] У пары две дочери, Франческа, родившаяся в 2006 году, и Лорен, родившаяся в 2010 году. Его младший брат Рис играл в футбол за «Манчестер Сити» и сборная Уэльса до 21 года.

## Достижения в карьере
- Benson & Hedges Championship: победитель — 2001
- Austrian Open: победитель — 2008
- ONEFORSEVEN: победитель — 2009[7]
- Кубок Мальты: финалист — 2007
- Шанхай Мастерс: финалист — 2007
- Гран-при: финалист — 2008
- Чемпионат мира: 1/4 финала — 2008
- Riga Masters: победитель — 2017
- Чемпионат Гибралтара: победитель — 2018
- Чемпионат Гибралтара: финалист - 2019
- Шут Аут: победитель - 2021
- Бритиш Оупен: победитель - 2022

### Финалы

#### Рейтинговые турниры: 8 (4 победы, 4 поражения)
| Легенда                        |
| ------------------------------ |
| Чемпионат мира (0-0)           |
| Чемпионат Великобритании (0-0) |
| Прочие (2-4)                   |

| Результат | No. | Год  | Соревнование         | Соперник в финале | Счёт |
| --------- | --- | ---- | -------------------- | ----------------- | ---- |
| Поражение | 1.  | 2007 | Кубок Мальты         | Шон Мерфи         | 4-9  |
| Поражение | 2.  | 2007 | Шанхай Мастерс       | Доминик Дэйл      | 6-10 |
| Поражение | 3.  | 2008 | Гран-при             | Джон Хиггинс      | 7-9  |
| Поражение | 4.  | 2017 | Мировой Гран-при     | Барри Хокинс      | 7-10 |
| Победа    | 1.  | 2017 | Рига Мастерс         | Стивен Магуайр    | 5-2  |
| Победа    | 2.  | 2018 | Чемпионат Гибралтара | Цао Юйпэн         | 4-0  |
| Поражение | 5   | 2019 | Чемпионат Гибралтара | Стюарт Бингхэм    | 1-4  |
| Победа    | 3   | 2021 | Шут Аут              | Марк Селби        | 1-0  |
| Победа    | 4   | 2022 | Бритиш Оупен         | Марк Аллен        | 10-7 |

#### Низкорейтинговые турниры: 1 (1 поражение)
| Результат | No. | Год  | Соревнование       | Соперник в финале | Счёт |
| --------- | --- | ---- | ------------------ | ----------------- | ---- |
| Поражение | 1.  | 2015 | Чемпионат Болгарии | Марк Аллен        | 0-4  |

#### Нерейтинговые турниры: 6 (2 победы, 4 поражения)
| Легенда            |
| Мастерс (0-0)      |
| Премьер Лига (0-0) |
| Прочие (2-4)       |

| Результат | No. | Год  | Соревнование                    | Соперник в финале | Счёт |
| --------- | --- | ---- | ------------------------------- | ----------------- | ---- |
| Победа    | 1.  | 2001 | Benson & Hedges Championship    | Хью Эбернети      | 9-5  |
| Поражение | 1.  | 2001 | Challenge Tour — Этап 2         | Лео Фернандес     | 3−6  |
| Поражение | 2.  | 2002 | Challenge Tour — Этап 4         | Дэвид Гилберт     | 3−6  |
| Поражение | 3.  | 2010 | Beijing International Challenge | Тянь Пэнфэй       | 3−9  |
| Поражение | 4.  | 2017 | Championship League             | Джон Хиггинс      | 0-3  |
| Победа    | 2.  | 2018 | Румыния Мастерс                 | Стюарт Бинэм      | 10-8 |